# 울주 은편리 지석묘군
울주 은편리 지석묘군(蔚州 銀片里 支石墓群)은 울산광역시 울주군 두동면에 있는 지석묘군이다. 1998년 10월 19일 울산광역시의 기념물 제21호로 지정되었다.

## 개요
은편리 지석묘군은 북서쪽으로 뻗어 내린 국수봉의 나지막한 능선 자락에 위치하며 현재 은편리 숲안마을의 서쪽 편에 있다. 이 지석묘군은 바둑판식으로 추정되며, 3기(基)의 지석묘가 한 장소에 모여 있다.
제1호는 만화로 도로변에 위치하고 있으며, 제2․3호는 뒤쪽으로 40m쯤 떨어진 대밭 옆에 있다. 덮개돌의 규모가 제일 큰 제1호는 길이 270cm, 너비 220cm, 두께 50cm 정도이다. 이들 덮개 돌 위에는 작은 돌로 문질러서 둥글고 오목하게 파인 알[卵] 모양의 구멍들이 있는데, 이런 구멍을 성혈(性穴)이라고 한다. 이 성혈은 여성 성기의 상징으로 풍요와 다산(多産)의 의미로 해석되기도 하고, 태양을 상징하는 것으로 보기도 한다. 아이를 낳지 못하는 부인들이 작은 돌로 성혈을 열심히 문질러서 그 돌이 바위에 붙으면 아들을 낳는다는 이야기가 널리 전해 오고 있다.
이 지석묘군은 청동기시대 두동지역의 정치·사회·문화 등을 연구할 수 있는 중요한 자료로 평가된다.

## 참고 자료
- 울주 은편리 지석묘군 - 국가유산청 국가유산포털